# Actium marinicum
Actium marinicum är en skalbaggsart som beskrevs av Thomas Casey 1894. Actium marinicum ingår i släktet Actium och familjen kortvingar. Inga underarter finns listade i Catalogue of Life.